# Lulama Xingwana
Lulama Marytheresa Xingwana dite Lulu Xingwana, née le 23 septembre 1955, est une personnalité politique sud-africaine, membre du congrès national africain (ANC),. 

## Carrière
Elle a notamment été ministre à plusieurs reprises au sein des gouvernements Motlanthe et Mbeki :
- du 1er novembre 2010 au 26 mai 2014, ministre des Femmes, de l'Enfance et du Handicap ;
- du 11 mai 2009 au 30 octobre 2010, ministre des Arts et de la Culture ;
- de 2006 à 2009, ministre de l'Agriculture et des Affaires foncières.